# Marcos Serrano
Marcos Antonio Serrano Rodríguez (Redondela, 8 settembre 1972) è un ex ciclista su strada spagnolo.
Professionista dal 1993 al 2007, vinse una Milano-Torino e una tappa al Tour de France.

## Carriera
Passato professionista nel 1993, a 20 anni, fino al 1998 militò nella Kelme, formazione spagnola diretta da Álvaro Pino. Proprio nel 1998 conseguì la sua prima vittoria, nella Clásica a los Puertos de Guadarrama. Nel 1999 si trasferì alla ONCE di Manolo Saiz, rimanendovi fino al 2006: in otto stagioni tra le file del team iberico (che nel 2004 aveva intanto mutato nome in Liberty Seguros) ottenne cinque vittorie, fra cui la Milano-Torino 2004 e la diciottesima tappa del Tour de France 2005, frazione con partenza ad Albi e arrivo in salita a Mende.
Nel 2006 venne coinvolto nello scandalo dell'Operación Puerto, che causò anche lo scioglimento della squadra, venendo identificato dalla Guardia Civil spagnola come cliente del dottor Eufemiano Fuentes. Serrano tuttavia non venne sanzionato né dalla giustizia spagnola, né da quella sportiva. Nel 2007 gareggiò quindi per la Karpin-Galicia, neonata squadra galiziana; al termine della stagione, la sua quindicesima da pro, si ritirò dall'attività.

## Palmarès
- 1998 (Kelme, due vittorie)

Clásica a los Puertos de Guadarrama
- 1999 (ONCE, due vittorie)

5ª tappa Vuelta a Galicia
Classifica generale Vuelta a Galicia
- 2001 (ONCE, una vittoria)

Classifica generale Vuelta a Castilla y León
- 2004 (Liberty Seguros, una vittoria)

Milano-Torino
- 2005 (Liberty Seguros, una vittoria)

18ª tappa Tour de France

### Altri successi
- 2003 (ONCE-Eroski)

1ª tappa Vuelta a España (Gijón > Gijón, cronosquadre)

## Piazzamenti

### Grandi Giri
- Giro d'Italia

1997: 8º
2006: ritirato (13ª tappa)
- Tour de France

1998: ritirato (8ª tappa)
1999: 25º
2000: ritirato (16ª tappa)
2001: 9º
2002: 33º
2003: 68º
2004: 54º
2005: 40º
- Vuelta a España

1994: 41º
1995: 11º
1996: 11º
1997: 8º
1998: 10º
1999: 34º
2001: ritirato (2ª tappa)
2002: 38º
2003: 14º
2004: 12º
2005: 17º

### Classiche monumento
- Milano-Sanremo

1995: 111º
1996: 131º
1997: 94º
1998: 119º
- Giro delle Fiandre

1995: 68º
- Liegi-Bastogne-Liegi

1995: 49º
2001: 7º
2002: 12º
2003: 72º
2004: 31º
- Giro di Lombardia

2003: 21º
2004: 44º
2005: 28º

### Competizioni mondiali
- Campionati del mondo

Duitama 1995 - In linea Elite: ritirato
Lugano 1996 - In linea Elite: ritirato
San Sebastián 1997 - In linea Elite: 77º
Hamilton 2003 - In linea Elite: 63º
Verona 2004 - In linea Elite: 15º
Madrid 2005 - In linea Elite: 22º